# 拜金妙搭檔
《拜金妙搭檔》（英語：Serving Sara）是一部2002年美国浪漫喜剧电影，由雷金纳德·哈德林执导，馬修·派瑞、伊莉莎白·赫莉和布魯斯·坎貝爾主演。影片讲述了一名送达员接到任务，要将离婚文件送达一位英国名媛，但却被劝说将文件送给她的丈夫，以便她能在离婚中分得更多的钱的故事。该片受到影评人的抨击，票房表现不佳，2002年8月23日在美国上映时仅排在前10位，周末票房仅为5,750,000美元。